# Epitomus proximus
Epitomus proximus är en stekelart som beskrevs av Perkins 1953. Epitomus proximus ingår i släktet Epitomus och familjen brokparasitsteklar. Arten är reproducerande i Sverige. Inga underarter finns listade i Catalogue of Life.